# Liste der Mitglieder der American Academy of Arts and Sciences/1808
Im Jahr 1808 wählte die American Academy of Arts and Sciences 10 Personen zu ihren Mitgliedern.

## Neugewählte Mitglieder
- John Allyn (1767–1833)
- Stephen Elliott (1771–1830)
- John Farrar (1779–1853)
- Silvain Godon (1774–1840)
- John Clarke Howard (1772–1810)
- James Jackson (1777–1867)
- John Snelling Popkin (1771–1852)
- Constantine Samuel Rafinesque-Schmaltz (1783–1840)
- John Collins Warren (1778–1856)
- Sidney Willard (1780–1856)